# Бустаманте, Эктор
Эктор Фернандо Бустаманте Вега (исп. Héctor Fernando Bustamante Vega, 7 сентября 1949, Мехико, Мексика) — мексиканский хоккеист (хоккей на траве), полевой игрок. Участник летних Олимпийских игр 1968 и 1972 годов, серебряный призёр Панамериканских игр 1971 года, двукратный бронзовый призёр Панамериканских игр 1975 и 1979 годов.

## Биография
Эктор Бустаманте родился 7 сентября 1949 года в Мехико.
В 1968 году вошёл в состав сборной Мексики по хоккею на траве на летних Олимпийских играх в Мехико, занявшей 16-е место. Играл в поле, провёл 6 матчей, мячей не забивал.
В 1972 году вошёл в состав сборной Мексики по хоккею на траве на летних Олимпийских играх в Мюнхене, занявшей 16-е место. В матчах не участвовал.
Трижды становился призёром хоккейных турниров Панамериканских игр: серебро в 1971 году в Кали, бронза в 1975 году в Мехико и в 1979 году в Сан-Хуане.